# 任大霖
任大霖（1929年7月30日—1995年6月8日），男，浙江萧山人。中国儿童文学作家，儿童剧编剧。

## 生平
1929年7月30日（农历1929年6月24日）生于浙江省萧山县姚家潭村。童年在父亲开办的私塾里学古文。中学时代开始文学创作。1947年发表处女作《固执的老蜘蛛》。同年考取省立杭州师范学校。1949年7月毕业后参加工作，担任共青团浙江省委宣传部干事。1953年加入中国共产党，调任至上海少年儿童出版社，历任编辑、编辑室主任、总编辑，《少年文艺》编辑部负责人。1956年赴中央文学讲习所学习。同年加入中国作家协会。
文化大革命后恢复创作，担任《少年文艺》月刊、《巨人》丛刊主编。1988年担任全国首届优秀儿童文学评奖委员会委员。1991年开始享受国务院政府特殊津贴。1994年获中国福利会妇幼事业“樟树奖”。1995年6月8日因病去世。

## 作品
著有散文集《山岗上的星》、《童年时代的朋友》，儿童剧集《水淹春花田》，童话集《鹰妈妈和她的孩子》，短篇小说集《蟋蟀》、《秀娟姑娘》、《少先队员的心灵》、《心中的百花》，通讯集《红泥岭的故事》等。另有中篇小说《我们的田庄》、《喀戎挣扎》、《哥哥二十四我十五》。
其中，《蟋蟀》获第二次全国少年儿童文艺创作奖一等奖。《儿童小说创作论》获全国优秀少儿图书奖和全国儿童文学理论奖。